# Супіріор (містечко, Вісконсин)
Супіріор (англ. Superior) — місто (англ. town) в США, в окрузі Дуглас штату Вісконсин. Населення — 2264 особи (2020).

## Демографія
Згідно з переписом 2010 року, у місті мешкало 2166 осіб у 852 домогосподарствах у складі 656 родин. Було 941 помешкання
Расовий склад населення:
| - 96,5 % — білих - 0,6 % — корінних американців - 0,1 % — чорних або афроамериканців - 0,1 % — азіатів |

До двох чи більше рас належало 2,7 %. Частка іспаномовних становила 0,2 % від усіх жителів.
За віковим діапазоном населення розподілялося таким чином: 21,8 % — особи молодші 18 років, 64,3 % — особи у віці 18—64 років, 13,9 % — особи у віці 65 років та старші. Медіана віку мешканця становила 44,8 року. На 100 осіб жіночої статі у місті припадало 108,7 чоловіків;  на 100 жінок у віці від 18 років та старших — 109,1 чоловіків також старших 18 років.
Середній дохід на одне домашнє господарство  становив 82 927 доларів США (медіана — 70 875), а середній дохід на одну сім'ю — 90 284 долари (медіана — 73 281). Медіана доходів становила 56 583 долари для чоловіків та 43 947 доларів для жінок. За межею бідності перебувало 5,9 % осіб, у тому числі 5,7 % дітей у віці до 18 років та 2,3 % осіб у віці 65 років та старших.
Цивільне працевлаштоване населення становило 1110 осіб. Основні галузі зайнятості: освіта, охорона здоров'я та соціальна допомога — 33,1 %, транспорт — 10,7 %, публічна адміністрація — 9,5 %, виробництво — 9,5 %.